# منطقة ديغيندورف
مِنْطَقَة دِيغيِندُورف (بالأَلمانِيَّة: Landkreis Deggendorf) هي دائِرَة أَلمانِيَّة تَّابعة لمُحافظة باڤارِيا السُّفلَى في وِلاَية باڤارِيا في جُمهُوريَّة أَلمَانيَا الاِتّحاديّة. وتضُمّ مِنطقَة دِيغيِندُورف ثلاث مُدُن، وأَربعة أَسواق، وسَبع بلدات بمِساحة تُقَدَّر بحَوالَي 861 كم.

## التّقسِيمات الإِدارِيّة
تضُمّ مِنطقَة دِيغيِندُورف ثلاث مُدُن، وأَربعة أَسواق، وسَبع بلدات بمِساحة تُقَدَّر بحَوالَي 861 كم². وهي كالتَّالي:

### المُدن
| اِسم المدِينة      | ٱلِٱسم بالأَلمانِيَّة | عَدد السُكَّان | المِساحَة (كم²) |
| ---------------- | ---------------- | ---------- | ------------- |
| مدِينة دِيغيِندُورف  | Stadt Deggendorf | 32٬782     | 77            |
| مدِينة أُوستيرهُوفِن | Stadt Osterhofen | 11٬676     | 111           |
| مدِينة بلاتلينغٌ   | Stadt Plattling  | 12٬960     | 35            |

### الأَسوَاق
| اِسم السُّوق       | ٱلِٱسم بالأَلمانِيَّة           | عَدد السُكَّان | المِساحَة (كم²) |
| --------------- | -------------------------- | ---------- | ------------- |
| سُوق هِينغٌيرسبِيرغ | Markt Hengersberg          | 7٬554      | 45            |
| سُوق مِيتِن        | Markt Metten               | 4٬176      | 12            |
| سُوق شُولنَاخ      | Markt Schöllnach           | 4٬837      | 39            |
| سُوق ڤإِنزر       | (Markt Winzer (Niederbayer | 3٬809      | 27            |

### البلدَات
| اِسم البلدَة         | ٱلِٱسم بالأَلمانِيَّة                         | عَدد السُكَّان | المِساحَة (كم²) |
| ------------------ | ---------------------------------------- | ---------- | ------------- |
| بَلْدَة أَهُولمِينغٌ      | Gemeinde Aholming                        | 2٬268      | 29            |
| بَلْدَة أَويربَاخ       | (Gemeinde Auerbach (Landkreis Deggendorf | 2٬086      | 24            |
| بَلْدَة أُوسيرنزِل      | Gemeinde Außernzell                      | 1٬403      | 24            |
| بَلْدَة بِيرنرِيد       | (Gemeinde Bernried (Niederbayern         | 4٬681      | 39            |
| بَلْدَة بُوشهُوفِن       | Gemeinde Buchhofen                       | 871        | 15            |
| بَلْدَة غرافلينغٌ      | Gemeinde Grafling                        | 2٬768      | 46            |
| بَلْدَة غراتيرسدُورف   | Gemeinde Grattersdorf                    | 1٬273      | 25            |
| بَلْدَة هُوندينغٌ       | (Gemeinde Hunding (Niederbayern          | 1٬182      | 14            |
| بَلْدَة إِيجنبَآَخْ       | Gemeinde Iggensbach                      | 2٬116      | 19            |
| بَلْدَة كُونزينغٌ       | Gemeinde Künzing                         | 3٬166      | 40            |
| بَلْدَة لَالِلينغٌ       | Gemeinde Lalling                         | 1٬566      | 27            |
| بَلْدَة مُوس           | (Gemeinde Moos (Niederbayer              | 2٬254      | 32            |
| بَلْدَة نِيدِيرآلتِيش    | Gemeinde Niederalteich                   | 1٬713      | 9             |
| بَلْدَة أُوبِربُورِينغٌ    | Gemeinde Oberpöring                      | 1٬134      | 17            |
| بَلْدَة أُوفِينبِيرغ     | Gemeinde Offenberg                       | 3٬362      | 23            |
| بَلْدَة أُوتزينغٌ       | Gemeinde Otzing                          | 1٬945      | 30            |
| بَلْدَة شاُوفلِينغٌ      | Gemeinde Schaufling                      | 1٬520      | 25            |
| بَلْدَة شتِيڤآنسبوشينغٌ | Gemeinde Stephansposching                | 3٬186      | 44            |
| بَلْدَة ڤَالَارفِينغٌ     | Gemeinde Wallerfing                      | 1٬313      | 21            |

## توأمة
لمنطقة ديغيندورف اتفاقيات توأمة مع:
- مقاطعة بلزن-شمال (20 يونيو 2001 - )

## صُور

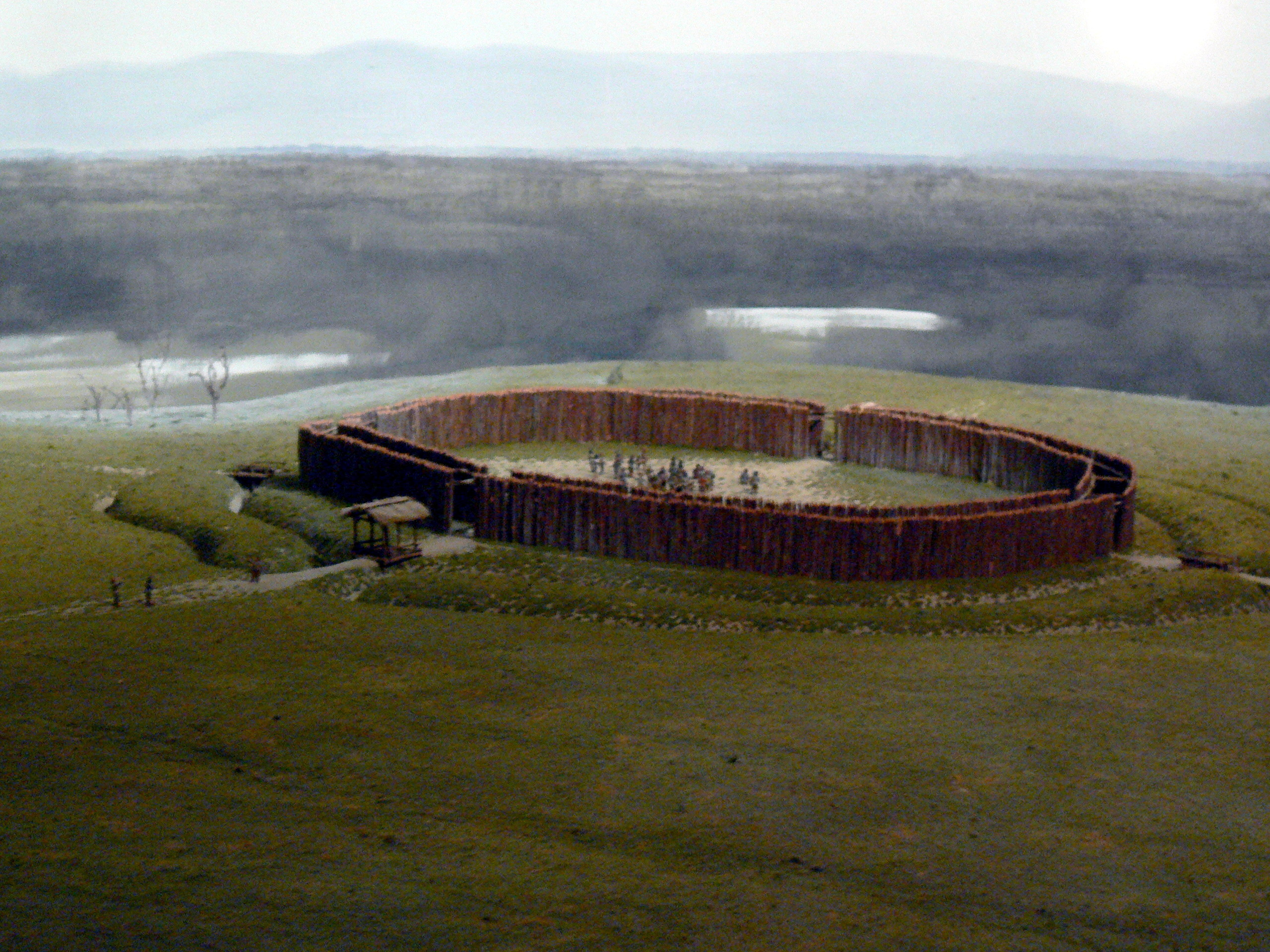
آثار مِن العامّ (4840-4590) ق.م مِن العصر الحجرِي الحديث فِي بلدَة كُونزينغٌ.
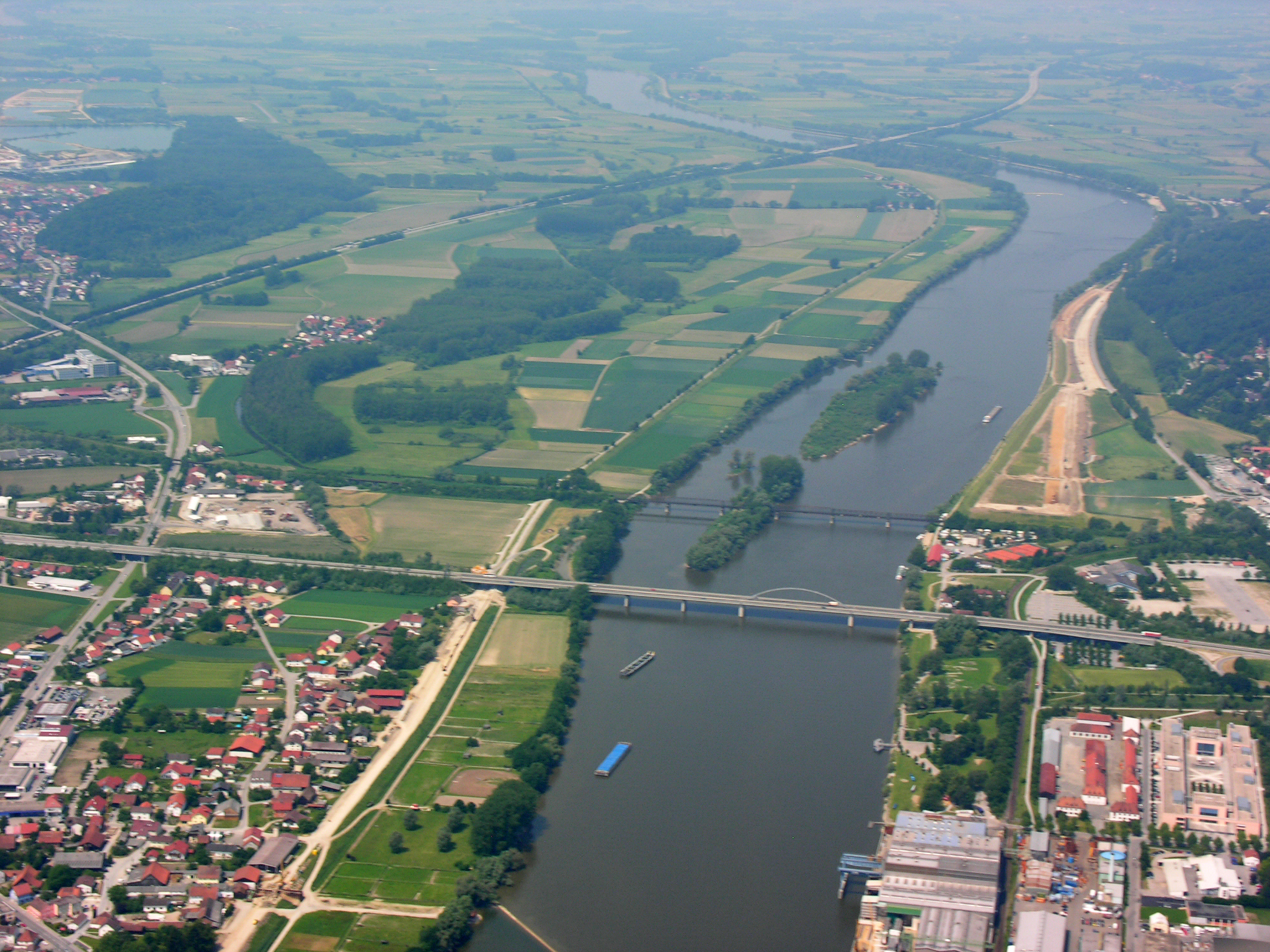
نَهر الدّانُوب والمُلَقَّب بِنَهرِ العَوَاصِم ماراً بمِنطقَة دِيغيِندُورف.
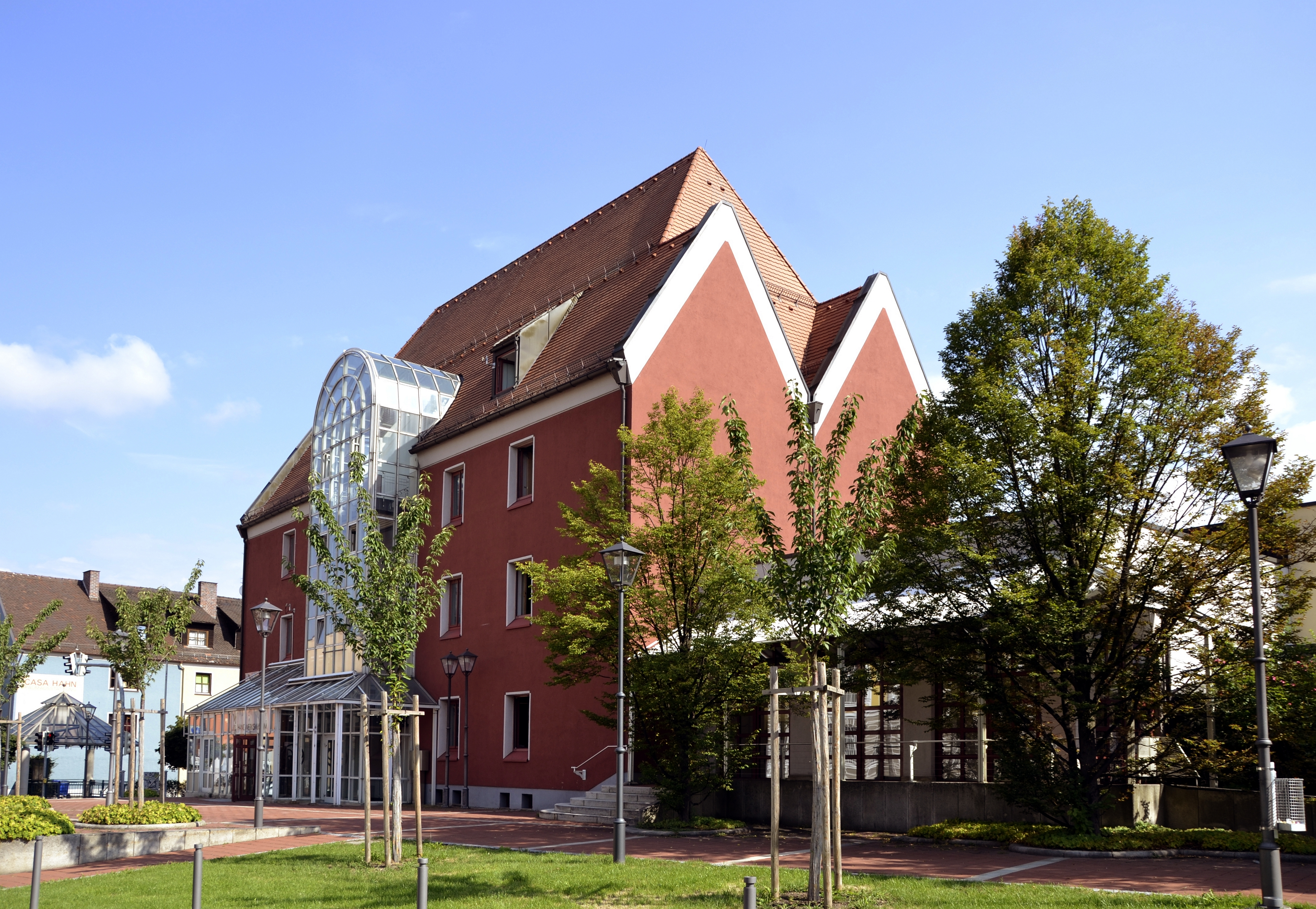
مُتحف الحِرف فِي مدِينة دِيغيِندُورف.
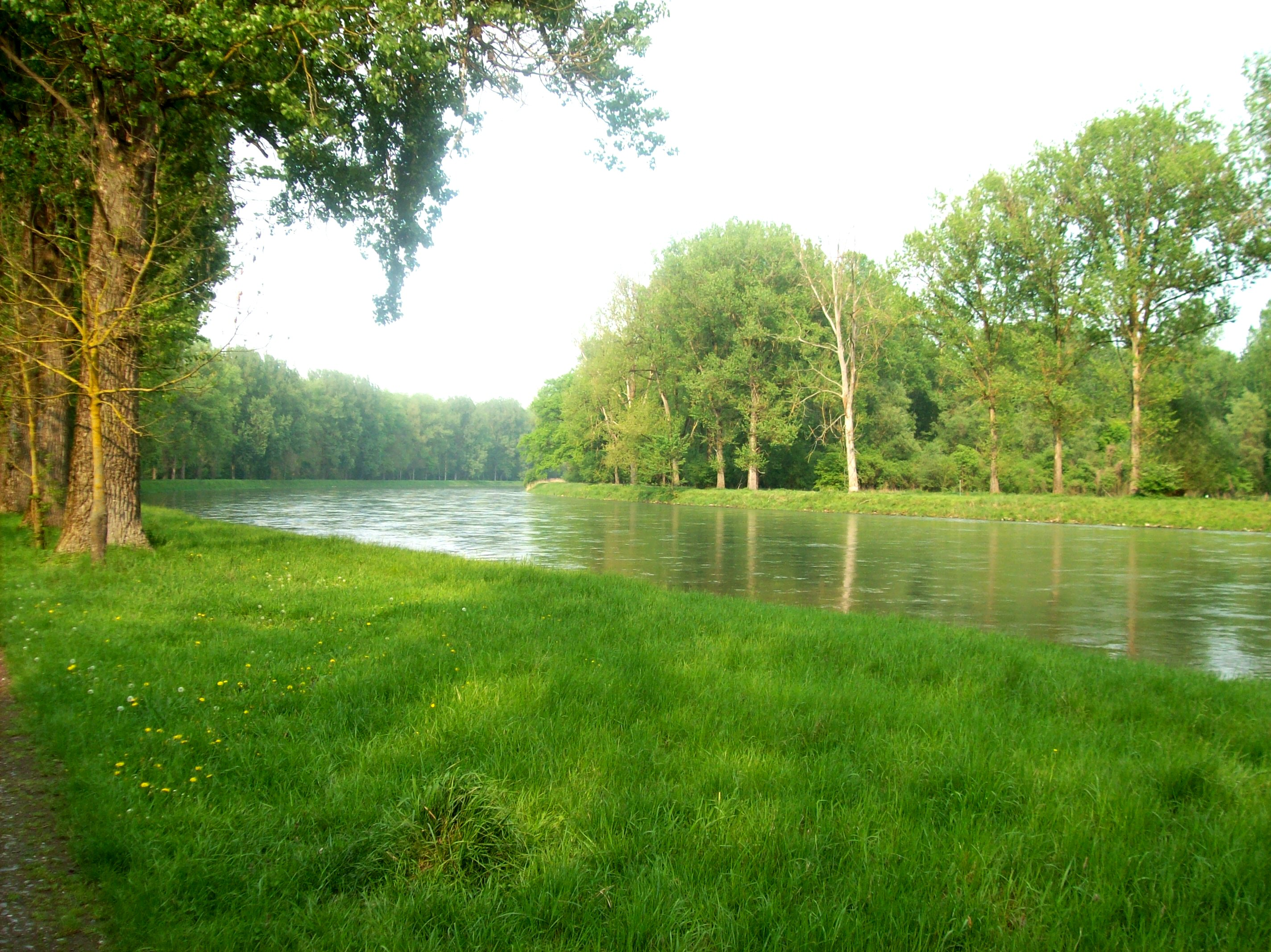
صُورة لِمنظر طَبِيعِيِّ مِن مدِينة بلاتلينغٌ.

## مَراجع
1. 1 2 3  GeoNames (بالإنجليزية), 2005, QID:Q830106
2. 1 2 3 4  Bayerisches Landesamt für Statistik, ed. (Dezember 1964), Amtliches Ortsverzeichnis für Bayern (بالألمانية), München, QID:Q15717656 {{استشهاد}}: تحقق من التاريخ في: |publication-date= (help)
3. ↑  مكتب ولاية بافاريا للإحصاء والبيانات، المحرر (1952)، Amtliches Ortsverzeichnis für Bayern (1952)، ميونخ، QID:Q15721756{{استشهاد}}:  صيانة الاستشهاد: مكان بدون ناشر (link)
4. ↑  Bayerisches Landesamt für Statistik, ed. (1928), Ortschaften-Verzeichnis für den Freistaat Bayern (بالألمانية), München, QID:Q23942332{{استشهاد}}:  صيانة الاستشهاد: مكان بدون ناشر (link)
5. ↑  Ortschaften-Verzeichnis des Königreichs Bayern mit alphabetischem Ortsregister (بالألمانية), München, 1904, QID:Q27098573{{استشهاد}}:  صيانة الاستشهاد: مكان بدون ناشر (link)
6. ↑  Ortschaften-Verzeichniss des Königreichs Bayern (بالألمانية), München, Januar 1888, QID:Q27102247 {{استشهاد}}: تحقق من التاريخ في: |publication-date= (help)
7. ↑  Vollständiges Ortschaften-Verzeichniss des Königreichs Bayern (بالألمانية), München, 1877, QID:Q27102283{{استشهاد}}:  صيانة الاستشهاد: مكان بدون ناشر (link)
8. ↑  GeoNames (بالإنجليزية), 2005, QID:Q830106

## وُصلات خارجيّة
- الصّفحة الرّسميّة لِمِنطَقَة دِيغيِندُورف (بالألمانية)